# Dracy-le-Fort
Dracy-le-Fort – miejscowość i gmina we Francji, w regionie Burgundia-Franche-Comté, w departamencie Saona i Loara.
Według danych na rok 1990 gminę zamieszkiwały 1103 osoby, a gęstość zaludnienia wynosiła 173 osoby/km² (wśród 2044 gmin Burgundii Dracy-le-Fort plasuje się na 208. miejscu pod względem liczby ludności, natomiast pod względem powierzchni na miejscu 1153.).